# Anne van Doeveryn
Anne van Doeveryn   (1549 (Gregorià) - 1625) va ser una beguina i poeta de llengua holandesa.
Anne va néixer a Brussel·les el 1549, filla d'Adolphe van Doeveryn. Va fer la seva professió al Gran Beguinatge de Lovaina l'any 1575, on va treballar com a brodadora. En el seu temps lliure feia flors artificials per decorar l'església, a més de llegir traduccions vernacles de la Bíblia i dels Pares de l'Església, i escriure poesia. Va estudiar llatí amb l'ajuda del capellà del beguinatge, i va traduir la Vida d'Agnès de Roma d'Ambròs de Milà i els Proverbis de Bernat de Claravall, a banda de fer poesia. Va morir al beguinatge el 31 de gener de 1625 i va ser enterrada a l'església.